# 속초시외버스터미널
속초시외버스터미널은 강원특별자치도 속초시 장안로 16 (동명동 261-16)에 있는 시외버스터미널이다.
1967년에 건립되었으며, 터미널 매표는 금강고속이 관리하고 있지만 전체 지분은 개인을 포함해 5개 업체가 가지고 있다. 건립 이후 몇차례에 걸쳐 보수가 이루어졌지만 건물 자체가 노후화되었다. 하차장 시설이 없어 차량 계류장에서 승객을 내려줘야 하고 주차장이 없어 승용차를 이용하려는 시민들의 터미널 접근을 저해하고 있다. 이 때문에 속초시를 방문하는 관광객이나 속초시민은 속초고속버스터미널과 통합해 시 외곽으로 이전할 것을 요구하고 있지만, 시외버스터미널 운영 업체가 하나가 아니고 속초고속버스터미널은 2012년에 새로 건립한 상태라 속초시에서는 통합에 난색을 표하고 있다.

## 운행 노선
- 2014년 9월 3일에 김포국제공항 및 인천국제공항으로 운행하는 노선이 신설되었다. 금강고속에서 하루 3회 운행한다.[2][3]

| 방면        | 행선지 |
| ----------- | --- |
| 수도권 방면 | 고양, 김포공항, 동서울, 부천, 성남, 송탄, 수원, 안산, 안양, 양평, 오산, 용문, 용인, 의정부, 이천, 인천국제공항, 평택, 호계동                                       |
| 강원권 방면 | 간성, 강릉, 거진, 공근, 낙산, 남면, 대진, 동해, 물치, 백담입구, 신남, 양구, 양덕원, 양양, 오색, 원주, 원통, 인제, 장수대, 주문진, 진부령, 춘천, 한계령, 홍천, 횡성 |
| 충청권 방면 | 대전, 유성 |
| 호남권 방면 | 광주, 전주 |
| 영남권 방면 | 경주, 구미, 동대구, 부산, 북대구, 안동, 영덕, 영주, 영해, 울산, 울진, 죽변, 포항, 후포                                                                             |

## 같이 보기
- 속초고속버스터미널